# ليندا كليفورد
ليندا كليفورد (بالإنجليزية: Linda Clifford)‏ هي مغنية أمريكية، ولدت في 14 يونيو 1948 في بروكلين في الولايات المتحدة.

## وصلات خارجية
- الموقع الرسمي
- ليندا كليفورد على موقع IMDb (الإنجليزية)
- ليندا كليفورد على موقع ميوزك برينز (الإنجليزية)
- ليندا كليفورد على موقع أول ميوزيك (الإنجليزية)
- ليندا كليفورد على موقع ديسكوغز (الإنجليزية)
- ليندا كليفورد على موقع ديسكوغز (الإنجليزية)